# Amazonien-Tropfenameisenwürger
Der Amazonien-Tropfenameisenwürger (Thamnophilus amazonicus) zählt innerhalb der Familie der Ameisenvögel (Thamnophilidae) zur Gattung Thamnophilus.
Die Art kommt im gesamten Amazonasbecken in Bolivien, Brasilien, Ecuador, Kolumbien und Peru und in Guayana in Französisch-Guayana, Guyana und Suriname vor.
Das Verbreitungsgebiet umfasst tropischen oder subtropischen feuchten Tieflandwald und Sumpfland, gerne „Wald mit weißem Sand“ (white-sand forest), selten in überfluteten Wäldern und in Bambus, bis 400 m Höhe.
Der lateinische Artzusatz bezieht sich auf den Amazonas.

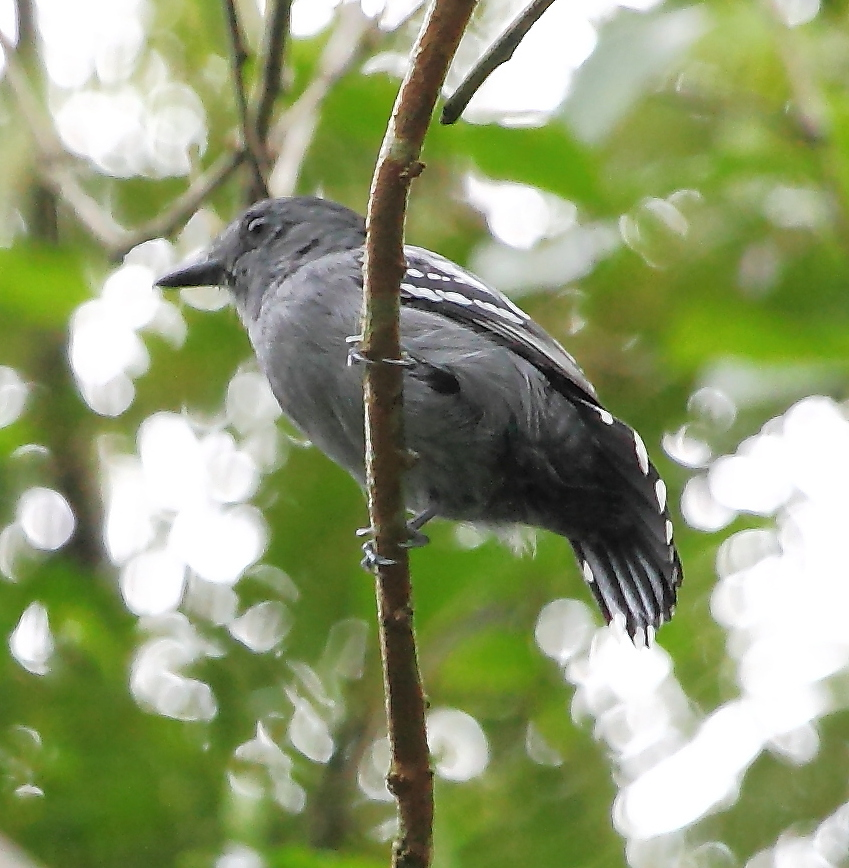
Männchen

## Merkmale
Der Vogel ist etwa 14 cm groß und wiegt zwischen 17 und 21 g. Beim Männchen sind Kappe und Stirnmitte schwarz, die Kopfseiten grau, der Rücken und die Flügel überwiegend schwarz, kräftig gefleckt und weiß umrandet mit weißem Interskapularfleck, der Rumpf und die Unterseite sind grau. Der Schwanz ist schwarz mit weißen Spitzen und größeren weißen Flecken auf den äußeren Steuerfedern. Bei der Weibchen ist der Scheitel hell rotbraun, der Rest des Kopfes und der Unterteile leuchtend gelblich-rotbraun, die Oberseite ist tief oliv, Flügel und Schwanz sind wie bei den Männchen, aber brauner gemustert, die Flugfedern sind helloliv umrandet.

## Geografische Variation
Es werden folgende Unterarten anerkannt:
- T. a. cinereiceps Pelzeln, 1868 – Kolumbien, Südwesten Venezuelas und Nordwesten Brasiliens
- T. a. divaricatus Mees, 1974 – Südosten Venezuelas, Guyana und Nordbrasilien
- T. a. amazonicus P. L. Sclater, 1858, Nominatform – Südkolumbien bis Nordbolivien
- T. a. obscurus J. T. Zimmer, 1933 – Brasilien
- T. a. paraensis Todd, 1927 – Brasilien

## Stimme
Der Ruf wird als rasche, schneller werdende Tonfolge, trogonartig, am Ende ausklingend beschrieben.

## Lebensweise

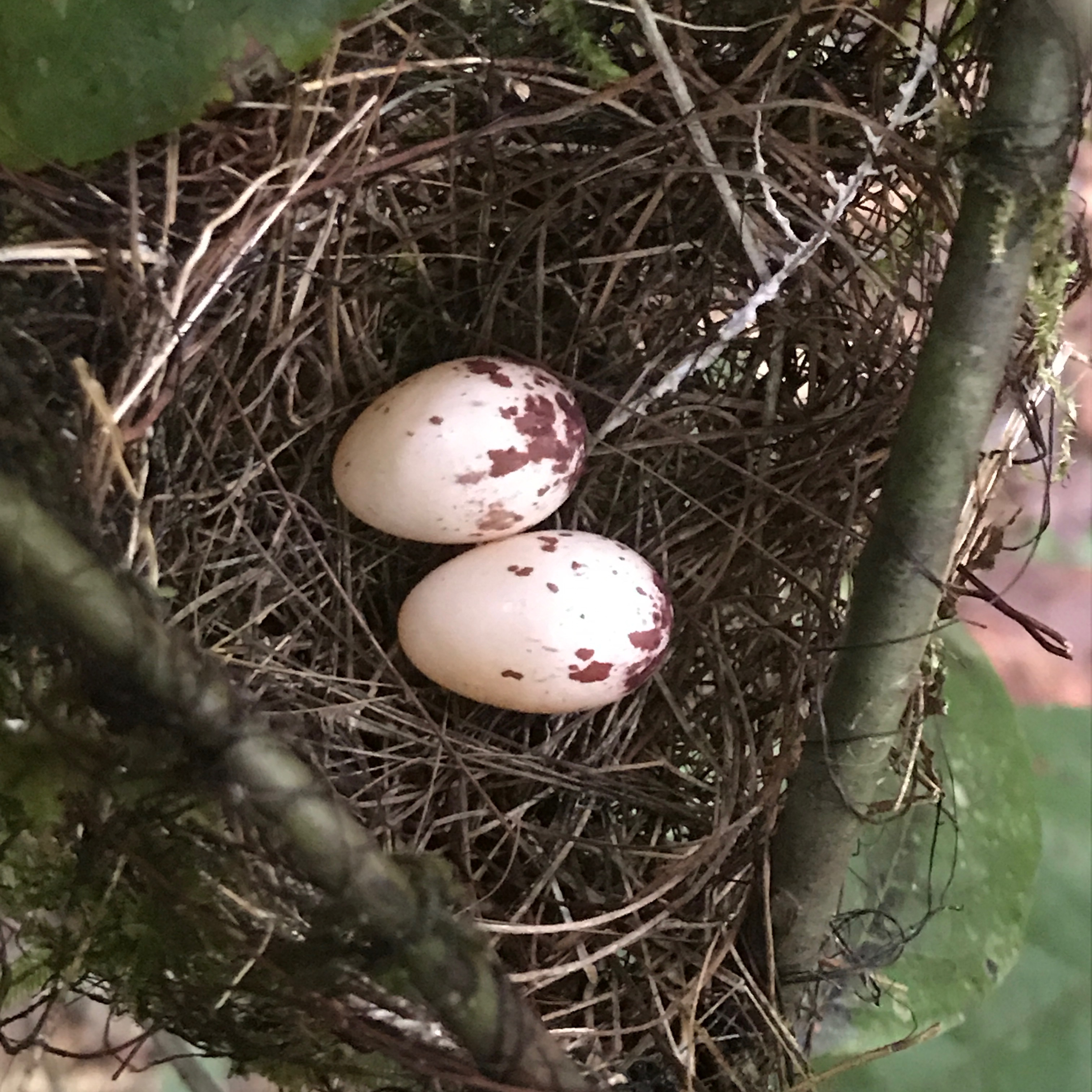
Nest mit zwei Eiern

Die Nahrung besteht aus Insekten und Gliederfüßern, die meist in 5 bis 17 m oberhalb des Erdbodens, gerne in dichterem, stammnah hängenden Bewuchs gesucht werden. Die Art tritt meist als Paar auf, ist gerne in gemischten Jagdgemeinschaften zu finden.
Die Brutzeit liegt in Brasilien zwischen Mai und Januar. Das Nest ist eine 5 cm tiefe und etwa 10 cm breite Schale in 1 bis 3 m Höhe an kleine Äste gehängt. Das Gelege besteht aus zwei cremeweißen Eiern mit zahlreichen violett bis grauen Punkten.

## Gefährdungssituation
Der Bestand gilt als nicht gefährdet (Least Concern).